# Херцфельдт, Дон
Дон Хе́рцфельдт (англ. Don Herzfeldt; род. 1 августа 1976, Фримонт, штат Калифорния, США) — американский аниматор, сценарист и автор независимого кино. Был дважды номинирован на премию «Оскар». Восемь короткометражных работ Херцфельдта были номинированы на кинофестивале «Сандэнс», на котором он также стал единственным режиссёром, дважды получившим Гран-при в номинации «Короткометражный фильм». В 2012 году вошел в список «Топ 100 самых значительных людей в анимации» под номером 16.

## Биография
Дон Херцфельдт выпустился из школы «Мишен Сан Хосе Хай Скул» в городе Фримонт, Калифорния.
Затем окончил Калифорнийский университет в Санта-Барбаре в 1998 году, получив степень Бакалавр искусств (англ. Bachelor of Arts). Свои первые работы снял ещё будучи студентом, в год выпуска был номинирован на Каннском кинофестивале. В 2013 году аниматор выпустил свою первую книгу — «Конец света» (англ. «The end of the world») в жанре графического романа, он является автором текста и иллюстраций. На данный момент он живёт в городе Остин, штат Техас, США.

## Творчество
Творчество Херцфельдта характеризуют как независимое кино, короткометражный анимационный фильм. Его анимационные фильмы характеризуются минималистичной ручной рисовкой, истории его работ полны чёрного юмора, сюрреализма и элементов трагикомедии. Некоторые строятся вокруг экзистенциальных и философских вопросов, тогда как другие основаны на комедии абсурда. Для некоторых фильмов Херцфельдт выступает не только в роли режиссёра, но и композитора («Какой чудесный день», «Все будет хорошо», «Ах, любовь»), монтажер, актёр, оператор, сценарист и продюсер.

## Награды
- 1998 г. — номинант на Каннском кинофестивале
- 2001 г. — номинант на Оскар за «лучший короткометражный анимационный фильм»
- 2007 г. — приз на кинофестивале «Сандэнс» за короткометражный фильм «Все будет хорошо» (англ. Everything Will Be Ok"); гран-при в номинации «короткометражный фильм» за «Мир будущего» (англ. «World of Tomorrow») на кинофестивале «Сандэнс»
- 2015 г. — номинирован на Оскар в категории «лучший короткометражный анимационный фильм» за «Мир будущего»

## Фильмография
- Ах, любовь (1995)
- Жанр (1996)
- Лили и Джим (1997)
- Билли и воздушный шарик (1998)
- Отвергнутые (2000)
- Добро пожаловать на шоу/Перерыв в третьем измерении/Конец шоу (2003)
- Смысл жизни (2005)
- Все будет хорошо (2006)
- Я так горжусь тобой (2008)
- Зуб мудрости (2010)
- Какой замечательный день (2011)
- Какой чудесный день (2012)

### Мультсериал «Мир будущего[англ.]»
- Мир будущего. Эпизод 1 (2015)[англ.]
- Мир будущего. Эпизод 2: Груз чужих мыслей (2017)[англ.]
- Мир будущего. Эпизод 3: Отсутствующие места Дэвида Прайма (2020)[англ.]